# Polyphylla brownae
Polyphylla brownae är en skalbaggsart som beskrevs av Young 1986. Polyphylla brownae ingår i släktet Polyphylla och familjen Melolonthidae. Inga underarter finns listade i Catalogue of Life.